# Alexandre de Lameth

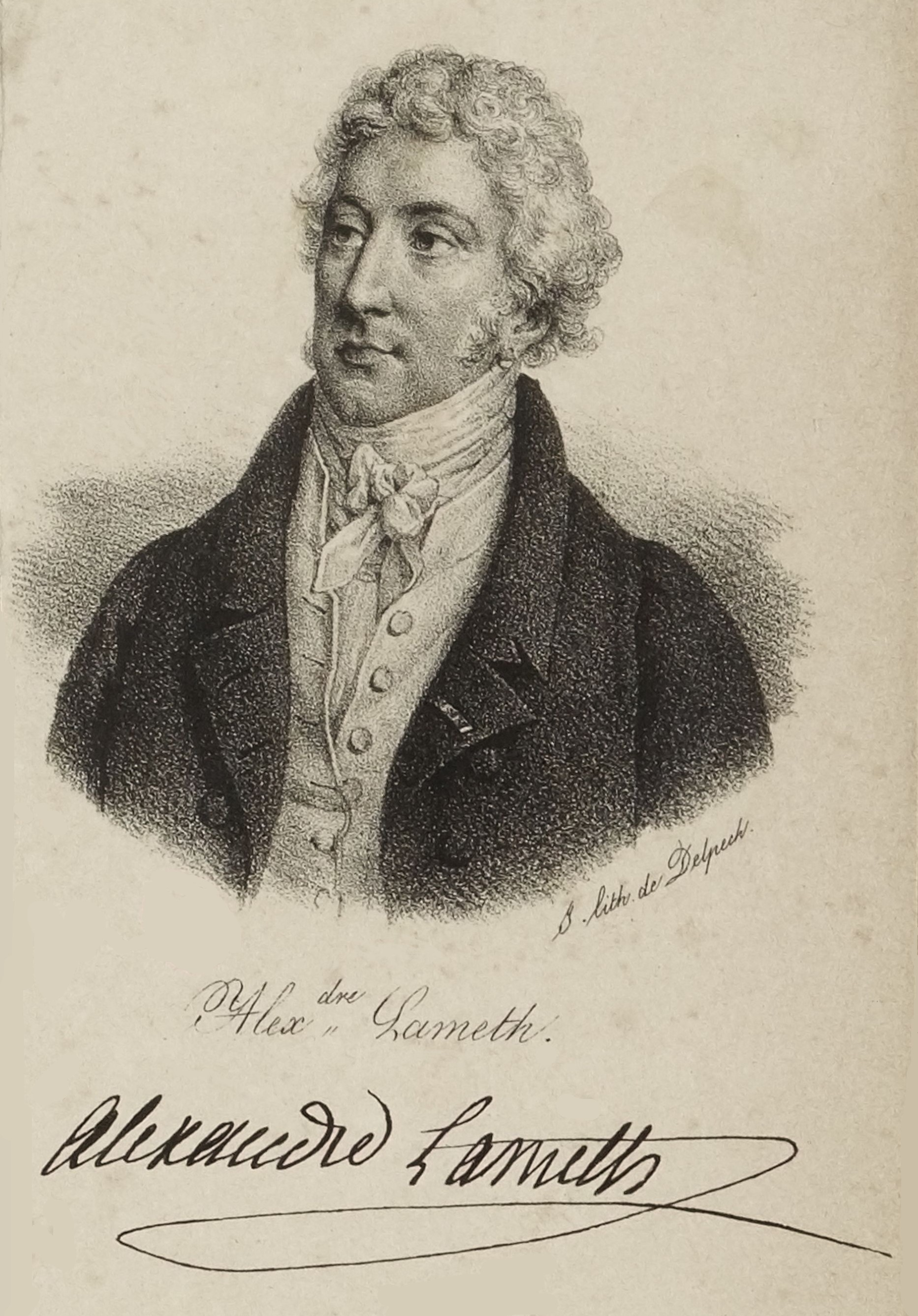
Alexandre de Lameth.

Alexandre Théodore Victor, greve de Lameth, född 20 oktober 1760, död 18 mars 1829, var en fransk greve och revolutionspolitiker.
Lameth deltog liksom brodern i nordamerikanska frihetskriget, valdes 1789 till adelsdeputerad och anslöt sig till nationalförsamlingens vänster. Tillsammans med Antoine Barnave var han denna grupps mest bemärkte gestalt, och blev känd för sina våldsamma angrepp mot Mirabeau. Revolutionens forskridande radikalisering medförda att Lameth kom att uppfattas som alltmer moderat, och han emigrerade 1792. Han återvände till Frankrike under konsulatet. Under restaurationstiden tillhörde han oppositionen.